# Dulce Tórtolo
Dulce Tórtolo (Córdoba, Argentina, 20 de octubre de 1997) es una futbolista argentina que juega en Racing Club, de la Primera División Femenina de Argentina. Su posición en el campo de juego es arquera.

## Inicios
Sus primeros pasos en el futbol fue a los 4 años de edad donde jugaba con sus ocho primos varones. Luego a los 10 años empezó a jugar para el equipo de futsal en Pucará, pero en La Sallano y en el puesto de defensora, comenzó a tener contacto con la cancha de once, hasta participar en los Juegos Nacionales Evita.
En el 2013 a préstamo por un año jugó para Racing de Nueva Italia y luego llegó la oportunidad de jugar para la Selección de fútbol de Argentina en el Sudamericano Sub-17.

"En el 2013 estaba en Racing y llegué a la selección argentina. Estábamos en la previa de un Sudamericano sub 17 y no había ninguna arquera en la categoría. Me preguntaron si me animaba y desde ese momento siempre atajé"

Dicho campeonato fue bisagra para la jugadora para su carrera como futbolista ya que dicha división carecía de arquera. El director técnico sabía que los hermanos de Dulce Tórtolo atajaban y le propuso probarse bajo los tres palos y a partir de ese día no abandonó el arco.
Tras idas y venidas entre el Club Racing de Nueva Italia y el Club Atlético Belgrano, no lograron ponerse de acuerdo para darle el pase, hasta luego de una prueba en el 2014. Después de dicha prueba comenzó comenzó a jugar para "El Pirata", club en el cual se formó.

## Trayectoria profesional
Entre 2014 y 2019 jugó en Belgrano de Córdoba defendiendo la camiseta pirata durante cinco años. En agosto de 2017, representó a Argentina en las Olimpiadas Universitarias llevadas a cabo en Taiwán.
En el 2016 la arquera se consegraria campeona de Primera A en la Liga Cordobesa con "El Pirata" jugado en el  Club Las Flores. Belgrano se impuso por 2 goles a 0 frente a Racing.
El 23 de octubre de 2017 Dulce Tórtolo se consegraria campeona con Belgrano de Córdoba en la Liga Cordobesa de Fútbol, partido que se llevó a cabo en la cancha de la Escuela Presidente Roca. El encuentro terminó en empate a uno y se decidió el ganador desde los 12 pasos, donde la arquera Dulce Tórtolo atajó tres penales de su rival Racing y de esta forma se coronó campeonas de la Liga.
A mediados del 2019 la arquera de "Las Celestes" recibió el llamado del Club Atlético Boca Juniors, teniendo la chance de convertirse en jugadora profesional de fútbol. En forma paralela mientras jugaba se recibió de profesora de Educación Física.
El 9 de agosto del 2019, después de 28 años el fútbol femenino del Club Atlético Boca Juniors se profesionalizó y Dulce Tórtolo firmaría su primer contrato profesional entre otras 18 jugadoras más de la institución.
El 19 de enero de 2021,se llevó a cabo la primera final en la era profesional de fútbol femenino de Argentina por el Torneo Transición 2020 en el Estadio José Amalfitani. La final se definió con el superclásico argentino, con Dulce en el banco de Boca Juniors enfrentándose contra River Plate, con resultado final a favor de Boca por 7 a 0, consagrándose así campeona. 
El jueves 15 de julio,  Boca Juniors disputó la final del Torneo Femenino Apertura 2021 (Argentina) frente a San Lorenzo de Almagro, con empate 1 a 1 durante los 90 minutos reglamentarios, llevando la definición a los penales. Antes de finalizar el partido, el técnico  Christian Meloni decidió que Dulce Tortolo ingresara en lugar de Laurina Oliveros para enfrentar dicha definición. Finalmente, San Lorenzo de Almagro se impondría por 3-2, consagrándose campeón del Torneo Femenino Apertura 2021 (Argentina).
El 5 de diciembre de 2021, Dulce forma parte del plantel del Club Atlético Boca Juniors, que tras derrotar por 5 a 2 al Club Deportivo UAI Urquiza en la final del Clausura 2021, se consagra campeón del Futbol Argentino. En noviembre de 2022 se consagra nuevamente campeona con Boca y a su vez se desvincula del club.
De ara a la temporada 2023, se anuncia como nueva incorporación de Racing Club.

## Clubes
| Club                       | País      | Localización | Año             |
| -------------------------- | --------- | ------------ | --------------- |
| Racing de Nueva Italia     | Argentina | Córdoba      | 2013 - 2014     |
| Club Atlético Belgrano     | Argentina | Córdoba      | 2014 - 2019     |
| Club Atlético Boca Juniors | Argentina | Buenos Aires | 2019 - 2022     |
| Racing Club                | Argentina | Buenos Aires | 2023 - presente |

## Palmarés
| Título                   | Club                   | País      | Año  |
| ------------------------ | ---------------------- | --------- | ---- |
| Liga Cordobesa de Fútbol | Club Atlético Belgrano | Argentina | 2016 |
| Liga Cordobesa de Fútbol | Club Atlético Belgrano | Argentina | 2017 |

| Título                    | Club                       | País      | Año        |
| ------------------------- | -------------------------- | --------- | ---------- |
| Primera División Femenina | Club Atlético Boca Juniors | Argentina | 2020       |
| Primera División Femenina | Club Atlético Boca Juniors | Argentina | Clau. 2021 |
| Primera División Femenina | Club Atlético Boca Juniors | Argentina | 2022       |